# Les Stroud
Les Stroud (ur. 20 października 1961 w Mimico w Ontario, Kanada) – kanadyjski muzyk, reżyser i popularyzator sztuki przetrwania. Znany głównie jako gospodarz programu Człowiek, który przetrwa wszystko.